# Luigi Valentino Brugnatelli
Pour les articles homonymes, voir Brugnatelli.
Luigi Valentino Brugnatelli (né à Pavie le 14 février 1761 et mort le 24 octobre 1818 dans la même ville) est un médecin et chimiste italien, pionnier de l'électrolyse et de la phosphorescence.

## Biographie
Il étudie d'abord la médecine, puis la chimie à l’Université de Pavie sous la direction de Lazzaro Spallanzani , et soutient une thèse sur l’analyse chimique des sucs gastriques (1784). Dès 1787, il remplace Scopoli à la chaire de chimie de Pavie et en 1796, il est nommé professeur de chimie générale appliquée aux arts. Membre de l’Académie Léopoldine (1791) et de l’Institut royal de Milan, il s'y fait le partisan de la nomenclature chimique de Lavoisier, et soumet en 1795 une réforme totale de la nomenclature chimique, qui est rejetée.
Ami d'Alessandro Volta, il l'accompagna à Paris en 1801 pour faire la démonstration de sa pile électrique devant le Premier Consul. Brugnatelli explora dès lors les possibilités ouvertes par le courant électrique en chimie : il découvrit le placage par galvanoplastie (1802) et la décomposition sélective des métaux en solution acide (1806). Il s'intéressa à la synthèse de rouge de Prusse et du fulminate d'argent (améliorant le procédé d'Edward Charles Howard), à l'élaboration du phosphore et à la phosphorescence, aux complexes du cobalt avec l'ammoniac, et aux complexes zinc-arsenic. Il recommandait l'emploi du zinc dans les couverts de table. Sa Pharmacopée générale (1802) a exercé une forte influence sur la médecine italienne.
Brugnatelli a été membre correspondant de l'Académie des sciences de Göttingen (1795), de l'Académie bavaroise des sciences (1808) et de l'Académie royale des sciences de Prusse (1812).
Son fils Gaspare Brugnatelli (1795–1825) lui a succédé à la chaire de Chimie de Pavie. L'un de ses petits-neveux, Luigi Brugnatelli (1859–1928) a enseigné la minéralogie à Pavie.

## Publications
- Journal physico-médical (20 volumes, 1792-1796)
- Annales de chimie (22 volumes, 1790-1805)
- Éléments de chimie (3 volumes, 1795-1798)
- Journal de physique, de chimie et d'histoire naturelle (11 volumes, 1808-1818)
- Pharmacopée générale à l'usage des pharmaciens et des médecins modernes, ou Dictionnaire des préparations pharmaceutico-médicales simples et composées les plus usitées de nos jours, suivant les nouvelles théories chimiques et médicales (2 volumes, 1811)
- Lithologie humaine (inachevé, 1819)

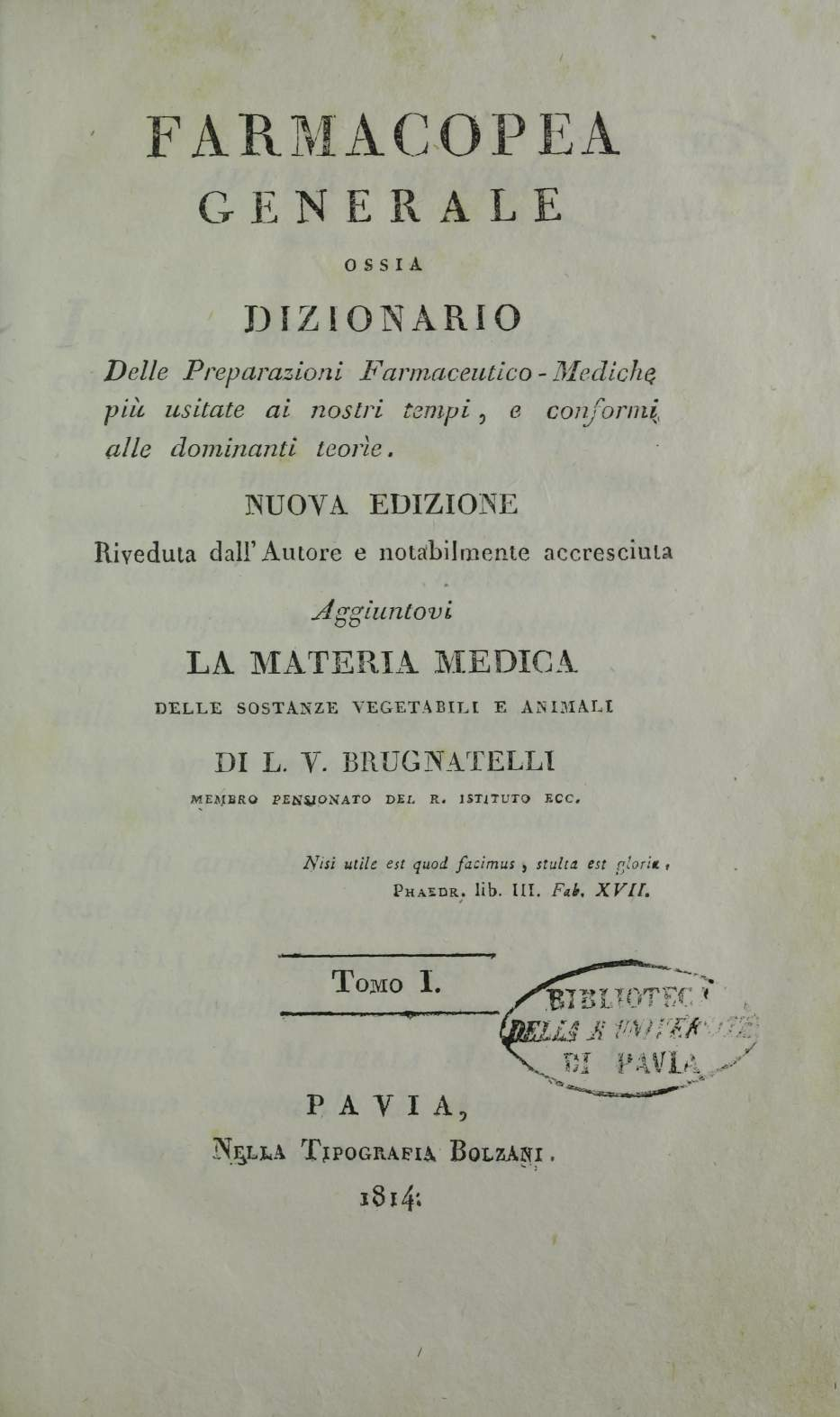
Farmacopea generale, 1814